# 菱形筋
菱形筋（りょうけいきん、英語: rhomboid muscles）は、脊椎から起こり、左右の肩甲骨に停止する、一対の筋である。
僧帽筋の深部にあり、第6頚椎(C6)から第4胸椎(Th4)にかけての棘突起から起こり、外下方に斜走し肩甲骨の内側縁に付く。
頚椎を起始部とする上部を小菱形筋、胸椎を起始部とする下部を大菱形筋と分けて呼ぶこともある。肩甲背神経の支配を受ける。
- 肩甲骨を後ろに引く作用がある。
- 不良姿勢などによる肩こりでは、この筋にも不快感・重圧感・こり感や痛みを感じることがある。

## 画像

菱形筋  小菱形筋  大菱形筋
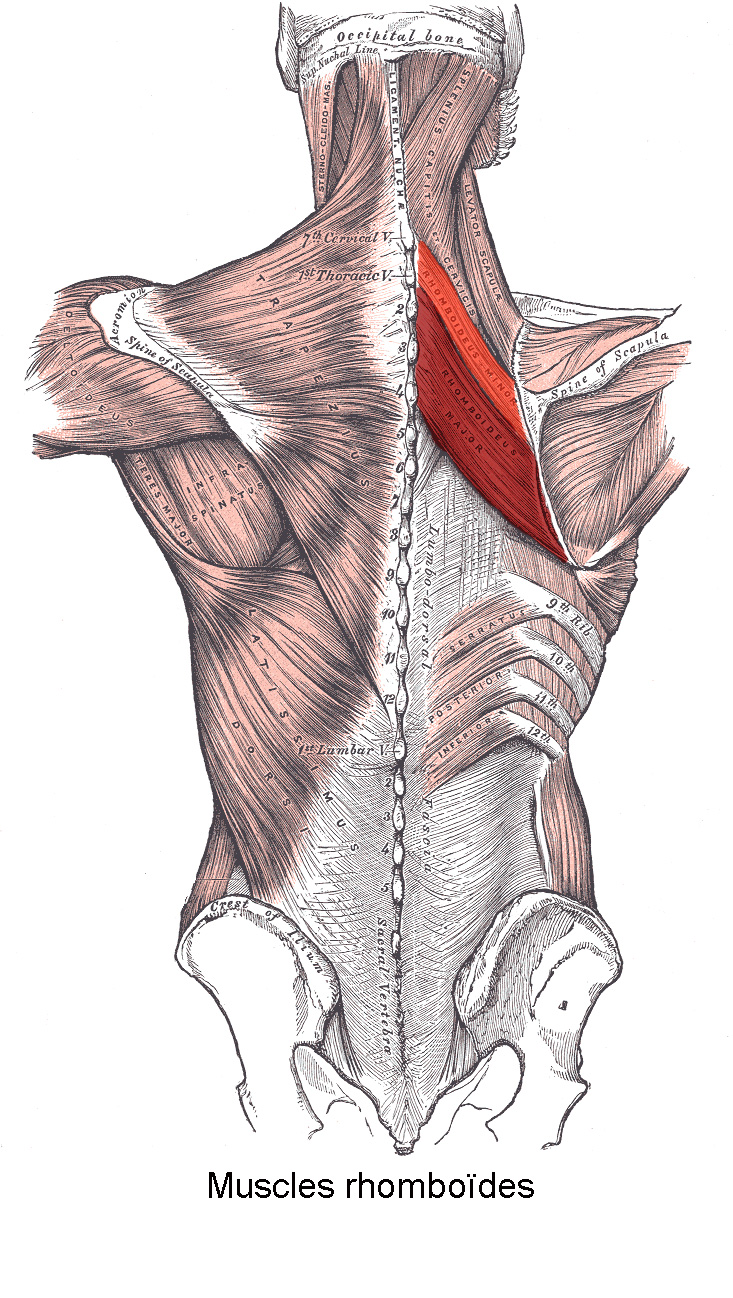
菱形筋  小菱形筋  大菱形筋
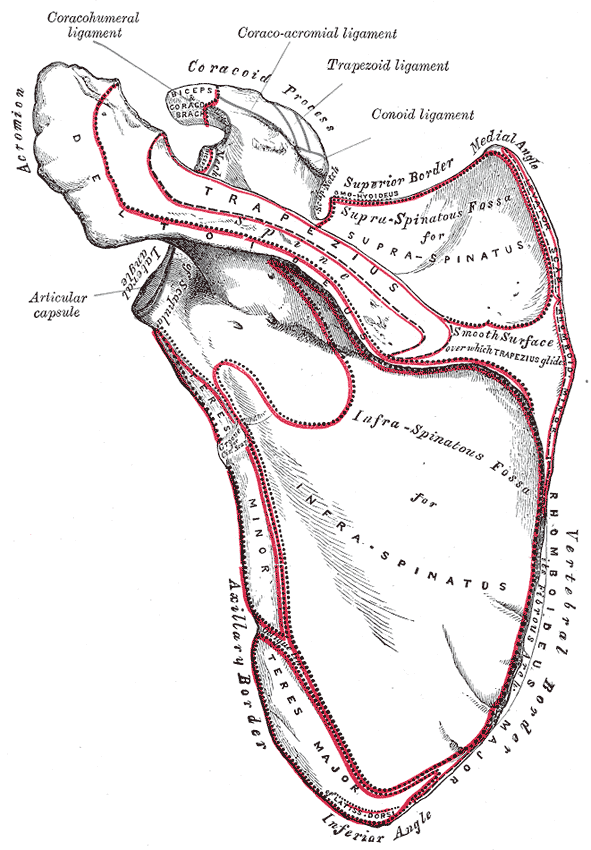
左肩甲骨の背面。菱形筋の付着部は画像右端